# كارولي باب
كارولي باب (بالمجرية: Papp Károly)‏ (و. 1873 – 1963 م) هو جيولوجي، وأستاذ جامعي مجري، كان عضوًا في الأكاديمية الهنغارية للعلوم، توفي عن عمر يناهز 90 عاماً.